# Даворин Куляшевич
Даворин Куляшевич (на хърватски: Davorin Kuljašević) е хърватски шахматист, гросмайстор.

## Биография
Роден е на 22 октомври 1986 година в град Загреб, тогава в СФР Югославия, днес Хърватия. През 2011 година завършва с магистърска степен по финанси Тексаския технически университет.
През 2011 спечелва две отборни състезания по шахнат – Купата на Хърватия със загребския клуб „HAŠK Mladost“ и американското първенство за студенти.
Куляшевич дебютира за националния отбор на Хърватия през 2004 година. Тогава се състезава на „Митропа Къп“, където триумфира с отборната титла и златен медал на трета дъска. Взима участие в още три издания на същия турнир – 2005 (сребро), 2012 (бронз) и 2013 (злато), всичките – отборни медали.
Куляшевич е произведен във ФИДЕ майстор през 2002 година, а през 2010 година в гросмайстор.

## Турнирни резултати
- 2011 – Риека (първо място след тайбрек на открития турнир „Mediterranean 2017“ с резултат 7 точки от 9 възможни, колкото има Зденко Кожул)[5]
- 2013 – Сплит (първо място на „Сплит Оупън“ с резултат 8 точки от 9 възможни)[6]